# Système de communication d'urgence
 (octobre 2020).
Améliorez-le ou discutez des points à vérifier. 
 (octobre 2020).
Le contenu est difficilement compréhensible vu les erreurs de traduction, qui sont peut-être dues à l'utilisation d'un logiciel de traduction automatique.
Un système de communication d'urgence est un système (généralement assisté par ordinateur) qui est organisé dans le but principal de permettre des communications unidirectionnelles et bidirectionnelles de messages d'urgence entre des individus et des groupes d'individus. Ces systèmes sont généralement conçus pour transporter des messages à travers diverses technologies de télécommunication, formant ainsi un système de communication unifié et optimisé dans le but d’être utilisable efficacement en cas d'urgence.

## Communication d'urgence et notification
Un système de notification d'urgence désigne un ensemble de méthodes qui facilitent la diffusion unidirectionnelle à un ou plusieurs groupes de personnes avec les détails d'une situation d'urgence en cours ou imminente. Les services de messagerie textuelle de masse tels que Twitter, les services de numérotation automatisée comme Reverse 911, et les systèmes de sirènes urbaines, utilisés pour signaler les tornades, les tsunamis, les raids aériens, etc., sont des exemples de systèmes de notification d'urgence.
Les systèmes de communication d'urgence offrent les mêmes services, mais comprennent également des communications bidirectionnelles pour faciliter les communications entre le personnel des communications d'urgence et les premiers intervenants. Un autre attribut distinctif du terme "des systèmes de communication d'urgence" est qu'il peut évoquer la capacité de fournir des informations détaillées et utiles sur une situation d'urgence en évolution et sur les actions qui pourraient être prises, tandis que la notification est une forme plus simple pour communiquer l'existence et la nature générale d'une urgence.

### D'autres termes
Il y a beaucoup de mots, de termes, des expressions, de jargon qui sont utilisés de façon interchangeable pour les systèmes de communication d'urgence. Dans la plupart des cas, tous sont utilisés pour désigner le même concept. À titre d'illustration, les termes "communications d'urgence" et "modalités de communication en cas de catastrophe" se rapportent au même principe, avec pour unique différence potentielle leur connotation ou leur signification émotionnelle.
| - Notification d'urgence - Système de notification d'urgence - Service de notification d'urgence |  | - Communications d'urgence - Système de communications d'urgence - Service de communications d'urgence - Radiocommunication de catastrophe |  | - Système de communications d'urgence unifiée - Système d'alert - Système de notification publique |

## La nécessité de systèmes de communication d'urgence
Les situations d’urgence imposent des exigences en matière de processus de communication qui sont souvent très différentes de celles des situations non urgentes. Les situations d’urgence impliquent souvent des événements qui s’intensifient et évoluent, ce qui exige des performances et une flexibilité élevée de la part des systèmes qui fournissent les systèmes de communication d’urgence. La priorisation des messages, l’automatisation des communications, la livraison rapide des messages, les pistes d’audit des communications et d’autres capacités sont souvent requises par chaque situation d’urgence unique. L'insuffisance des capacités de communication d'urgence peut avoir des conséquences gênantes, au mieux, et désastreuses, au pire.  

### Exemples/Échecs et succès
- Attentats du Wolrd Trade Center du 11 septembre 2001 à New york

Lors des attentats du 11 septembre 2001, les télécommunications traditionnelles étaient saturées. Les réseaux téléphoniques de toute la côte Est étaient encombrés et inutilisables. Les opérateurs de 911 ont été submergés d'appels et ne pouvaient guère faire plus que d'offrir des encouragements à cause de la confusion des informations qu'ils recevaient. Les communications entre le personnel des services d'urgence étaient limitées par un manque d'interopérabilité entre les services. De nombreux sapeurs-pompiers sont morts quand les tours se sont effondrées parce qu'ils ne pouvaient pas recevoir l'avertissement que les policiers recevaient des hélicoptères du NYPD (New York City Police Department Aviation Unit). La radio amateur  a joué un rôle important en facilitant les communications entre les différents services d'urgence, qui opèrent sur des fréquences et des protocoles différents.
- Attentats à la bombe du 7 juillet 2005 dans le métro de Londres

Le jour des Attentats du 7 juillet 2005 à Londres, les réseaux de téléphonie mobile, dont Vodafone, ont atteint leur pleine capacité et ont été surchargés avant 10h00, seulement une heure et dix minutes après l'explosion. En raison d'un système radio vétuste, les trains endommagés étaient incapables de communiquer avec le centre de contrôle de TfL ou le personnel d'urgence, tandis que les services d'urgence, en particulier du London Ambulance Service, ont été contraints de s'appuyer sur le réseau de téléphonie mobile déjà surchargé à cause d'un manque de radios numériques . Le contrôle de la surcharge d'accès, utilisé uniquement dans une zone de 1 km autour de la station de métro Aldgate, n'était pas utile parce que de nombreux fonctionnaires n'ont pas de téléphones mobiles compatibles. Dans la foulée, l'Assemblée de Londres a déterminé la nécessité d'un système de communication radio numérique à Londres qui peut fonctionner sous terre.
- Ouragan Katrina de 2005 dans l'océan atlantique nord

Lorsque l'Ouragan Katrina, un ouragan de catégorie 5, a frappé la Nouvelle-Orléans, les systèmes de communication d'urgence ont été complètement détruits, y compris les centrales électriques, les serveurs internet, les tours de téléphonie mobile et les services 911.  Les téléphones satellites des secouristes fédéraux n'étaient pas interopérables, même lorsqu'il fonctionnaient. Quelques stations de radio ont pu continuer à diffuser tout au long de la tempête. La radio amateur a joué un rôle déterminant dans le processus de sauvetage et a maintenu les signaux lorsque les communications 911 ont été endommagées et surchargées. 
- (en) Cet article est partiellement ou en totalité issu de l’article de Wikipédia en anglais intitulé « Emergency communication system » (voir la liste des auteurs).